# Thomisus congoensis
Thomisus congoensis är en spindelart som beskrevs av Comellini 1957. Thomisus congoensis ingår i släktet Thomisus och familjen krabbspindlar. Inga underarter finns listade i Catalogue of Life.